# تجمع ضنة (المحفد)

تعديل مصدري - تعديل

تجمع ضنة هو أحد التجمعات البدوية في عزلة المحفد بمديرية المحفد التابعة لمحافظة أبين، بلغ تعداد سكانها 54 نسمة حسب تعداد اليمن لعام 2004.